# Myrioblephara mixticolor
Myrioblephara mixticolor är en fjärilsart som beskrevs av Louis Beethoven Prout 1916. Myrioblephara mixticolor ingår i släktet Myrioblephara och familjen mätare. Inga underarter finns listade i Catalogue of Life.